# Reinhard Häfner
Reinhard Häfner (* 2. Februar 1952 in Sonneberg; † 24. Oktober 2016 in Dresden) war ein deutscher Fußballspieler. Er spielte in der DDR-Oberliga, der höchsten Spielklasse des DDR-Fußballverbandes, für den FC Rot-Weiß Erfurt und die SG Dynamo Dresden. Mit Dresden wurde er viermal Meister und viermal Pokalsieger. Er bestritt 58 A-Länderspiele für die DDR und gewann 1976 die Goldmedaille beim olympischen Fußballturnier. Nach seiner aktiven Laufbahn wurde Häfner Trainer.

## Sportliche Laufbahn

### Gemeinschafts- und Clubstationen

#### Jugend
Häfner begann seine Fußballlaufbahn bei der heimatlichen Betriebssportgemeinschaft Motor Sonneberg. Einsätze in der Nachwuchsauswahl des Bezirkes Suhl führten 1968 zur Delegierung zum FC Rot-Weiß Erfurt. Dort spielte er zunächst für den FC Rot-Weiß in der Juniorenoberliga.

#### FC Rot-Weiß Erfurt
Für die Saison 1970/71 übernahm der FC Rot-Weiß Erfurt Häfner in das Aufgebot der DDR-Oberliga. Er wurde dort vom 1. Spieltag an eingesetzt und spielte bei seinem Oberligadebüt beim Spiel 1. FC Union Berlin – FC Rot-Weiß Erfurt (4:1) als rechter Mittelfeldspieler. Diese Position behielt er im Wesentlichen während seiner gesamten aktiven Zeit. Am Ende der Saison, in der der 1,74 Meter große Häfner mit 25 Oberligaeinsätzen sofort Stammspieler geworden war, musste Rot-Weiß aus der Oberliga absteigen. Da Häfner inzwischen zum Kader der A-Nationalmannschaft gehörte, ergab sich für ihn die Notwendigkeit, sich einen anderen Oberligaklub zu suchen. Obwohl er sich für FC Carl Zeiss Jena entschieden hatte, setzte der DDR-Fußballverband einen Wechsel zum DDR-Meister Dynamo Dresden durch.

#### Dynamo Dresden
Auch in Dresden gehörte Häfner sofort zur Stammelf und erreichte zum Abschluss seiner ersten Dynamo-Saison das Endspiel um den DDR-Fußballpokal. Die Dresdner unterlagen jedoch Carl Zeiss Jena mit 1:2. In der Saison 1972/73 war er mit 20 Punktspieleinsätzen und fünf Toren am Meisterschaftsgewinn der Dresdner beteiligt. 1974 stand Häfner wieder im Pokalendspiel, doch seine Mannschaft unterlag erneut Jena mit 1:3. Auch sein drittes Pokalfinale verlor er 1975 gegen die BSG Sachsenring Zwickau (3:4 im Elfmeterschießen). 1975/76 gewann Häfner nach 25 Punktspieleinsätzen zum zweiten Mal die Fußballmeisterschaft, der dritte Titel folgte ein Jahr darauf, verbunden mit dem ersten Pokalsieg beim 3:2 über den 1. FC Lok Leipzig. 1977/78 gewannen die Dresdner Dynamos mit Häfner zum dritten Mal in Folge die Meisterschaft, unterlagen aber erneut im Pokalfinale 0:1 gegen den 1. FC Magdeburg.
In der UEFA-Cup-Saison 1979/80 spielte Dynamo in der zweiten Runde gegen den VfB Stuttgart. Beim Hinspiel wurden Kontakte für eine Flucht Häfners in den Westen geknüpft. In der Halbzeitpause des Rückspiels stand ein Fluchtwagen mit laufendem Motor für Häfner bereit, der sich aber im letzten Moment nicht entscheiden konnte, seine Familie einer ungewissen Zukunft zu überlassen, und daher statt geradeaus zum Parkplatz zu gehen nach rechts in die Kabine der Dresdener abbog.
Ausgerechnet in seiner bis dahin schwächsten Oberligasaison 1981/82, in der Häfner nur in neun Oberligapunktspielen zum Einsatz gekommen war, holte er sich zum zweiten Mal den DDR-Fußballpokal durch einen 5:4-Sieg im Elfmeterschießen über den BFC Dynamo. Die Pokalsiege drei und vier gewann Häfner 1984 und 1985 mit jeweils zwei erneuten Siegen über den BFC (2:1 und 3:2). Im Finale 1984 gelang Häfner sein einziges Endspieltor, ein Strafstoß zum 2:0 in der 82. Minute. Die Spielzeiten 1985/86 und 1986/87 spielte Häfner, obwohl schon weit über 30 Jahre alt, mit 23 bzw. 25 Punktspielen noch voll durch. 1987/88 war Häfners letzte Oberligasaison, in der er noch 14 Punktspiele bestritt. Am letzten Spieltag nahm er in der Begegnung Dynamo Dresden – FC Carl Zeiss Jena Abschied vom Leistungssport. Für Dynamo hatte er innerhalb von 17 Jahren 366 Oberligaspiele bestritten. Mit seinen 25 Oberligaeinsätzen in Erfurt kommt er auf 391 Erstligaspiele, mit denen er auf Platz fünf im ostdeutschen Oberhaus steht. Außerdem bestritt Häfner 64 Europapokalspiele.

### Auswahleinsätze
Das Talent wurde 1970 in den Kader der DDR-Juniorennationalmannschaft aufgenommen. Sein erstes von sechs U-18-Länderspielen bestritt Häfner am 29. März 1970 beim 2:0-Sieg in Österreich. Beim UEFA-Juniorenturnier, der inoffiziellen Europameisterschaft dieser Altersklasse, in diesem Frühjahr wurde er nach einem 1:1 gegen die Niederlande im Finale und einem gewonnenen Losentscheid mit seinen Teamkameraden zum Champion. Im Spätsommer 1970 wurde er nahtlos in die ostdeutsche Nachwuchsauswahl übernommen, für die er 29 Länderspiele (drei Treffer) bestritt. 1974 gewann er mit der DDR-U-23 den 2. Platz bei der Nachwuchs-EM.
Nach seinem zum 1. Juli 1971 erzwungenen Wechsel von Erfurt nach Dresden wurde Häfner schon am 18. September 1971 erstmals in einem A-Länderspiel eingesetzt. Beim 1:1 gegen Mexiko in Leipzig wurde er in der 55. Minute für den Leipziger Henning Frenzel als Mittelfeldspieler eingewechselt. Da Wolfgang Seguin und Jürgen Pommerenke seine Position im Mittelfeld einnahmen, dauerte es bis 1975, ehe er sich einen Stammplatz in der Nationalmannschaft erkämpft hatte. Eine langwierige Erkältung verhinderte auch seinen Einsatz bei der Fußballweltmeisterschaft 1974.
Nachdem Häfner bereits bei den Olympischen Spielen 1972 ein Endrundenspiel mit der Olympiaauswahl absolviert hatte (im kleinen Finale, in der die DDR Bronze gewann, kam er nicht zum Einsatz), bestritt Häfner nach fünf Qualifikationsspielen auch alle fünf Endrundenspiele beim olympischen Fußballturnier 1976 in Kanada und gewann mit der Olympiaauswahl die Goldmedaille nach einem 3:1-Sieg über Polen. Häfner erzielte das 3:1 in der 84. Minute. Für diesen Erfolg wurde er mit dem Vaterländischen Verdienstorden in Silber ausgezeichnet.
Vom 4. Oktober 1978 bis 21. November 1979 gehörte er zusammen mit Hans-Jürgen Dörner, Martin Hoffmann und Gerd Weber einem vierköpfigen Spielerkreis an, der in der Gruppe 4 der EM-Qualifikation 1980 alle acht Spiele absolvierte. Durch die 2:3-Niederlage am 21. November 1979 in Leipzig vor 92.000 Zuschauern gegen die Niederlande verpasste die DFV-Auswahl die Teilnahme an der EM-Endrunde 1980 in Italien. Sein 58. und letztes A-Länderspiel bestritt er am 12. September 1984 in Zwickau beim Freundschaftsspiel gegen Griechenland (1:0). Nach FIFA-Lesart stehen für ihn 54 Partien und vier Tore zu Buche.

### Erfolge
- Olympiasieger 1976
- Gewinn des UEFA-Juniorenturniers 1970
- DDR-Meister 1973, 1976, 1977, 1978
- DDR-Pokalsieger 1977, 1982, 1984, 1985

## Trainerlaufbahn & weiterer Werdegang

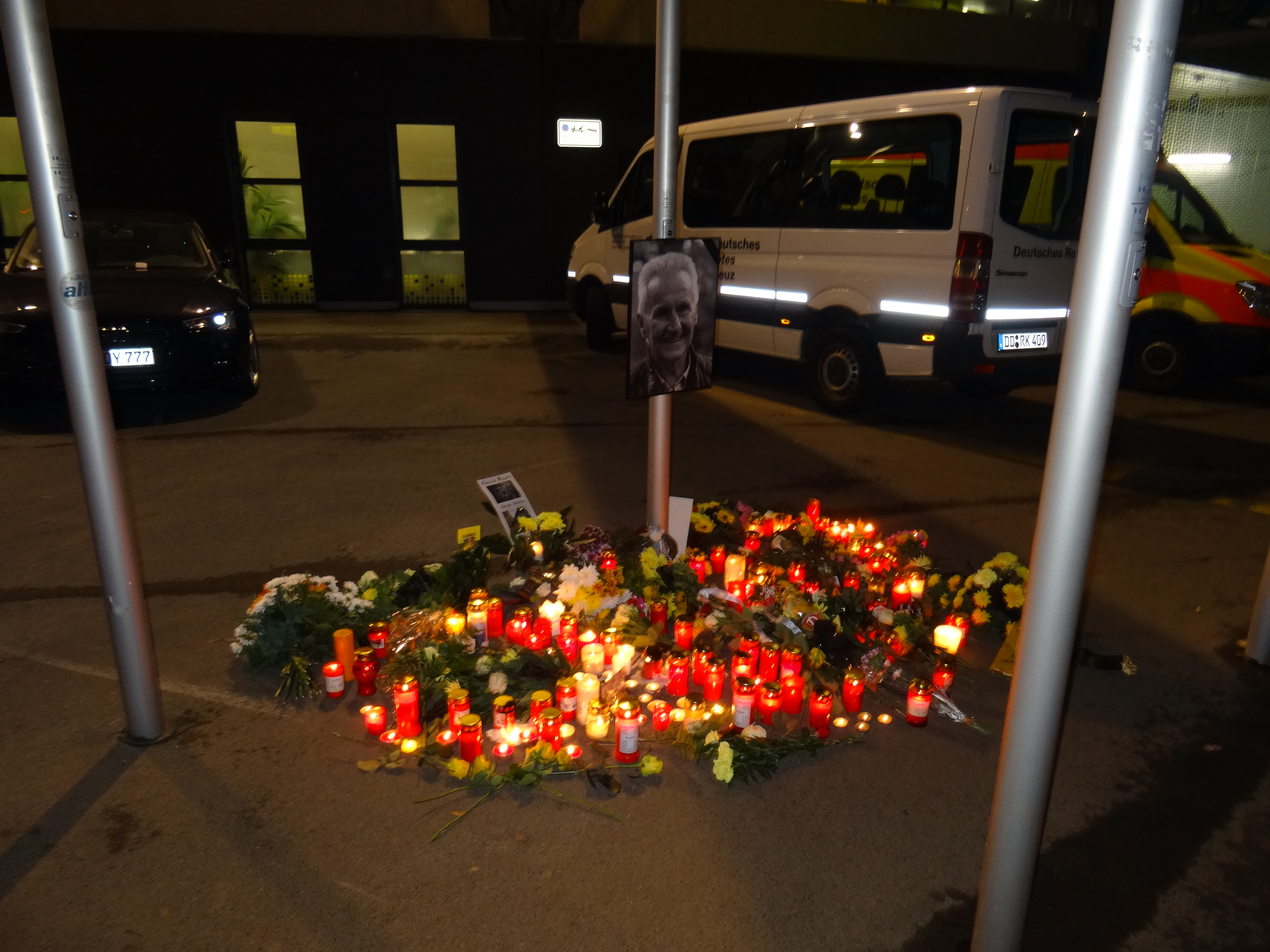
Die Trauer der Fans über Häfners Tod.

Häfner hatte bereits 1981 sein Trainerdiplom erworben und wurde daher unmittelbar nach dem Ende seiner aktiven Laufbahn von Dynamo Dresden als Assistenztrainer unter Eduard Geyer übernommen. Als Geyer im April 1990, mit nur einem Punkt Rückstand noch gut im Titelrennen liegend, entlassen wurde, übernahm Häfner das Amt des Cheftrainers und führte Dynamo zum letzten DDR-Fußballmeistertitel. Eine Woche später schaffte er nach einem 2:1-Pokalendspielsieg über den PSV Schwerin auch noch das Double. Ein Jahr später führte Häfner die Dresdner nach einem 2. Platz in der NOFV-Oberliga in die Bundesliga, wurde aber unmittelbar nach Saisonschluss wegen angeblich ungenügender Leistungen entlassen. Er wurde wenig später bei Dynamo mit Manageraufgaben betraut, verließ aber im Sommer 1993 Dresden endgültig und übernahm das Traineramt beim Chemnitzer FC in der 2. Bundesliga. Zwei Jahre lang konnte Häfner den Verein in der 2. Bundesliga halten. Als der Chemnitzer FC im Frühjahr 1996 in Abstiegsgefahr geriet, wurde Häfner vier Spieltage vor Saisonschluss entlassen, anschließend stieg die Mannschaft trotzdem ab. Nach Zwischenstationen bei den unterklassigen Vereinen 1. FC Sonneberg und SSV Erfurt-Nord übernahm Häfner im Juli 2000 das Traineramt beim Halleschen FC, der in die Oberliga Nordost aufgestiegen war. Im Mai 2002 wurde er in feierlicher Form verabschiedet. Später litt Häfner an Alkoholsucht und Depressionen und unterzog sich einer Entziehungskur. 2009 wurde Häfner Trainer beim Achtligisten SV Grün-Weiß in Langeneichstädt. Seit Sommer 2011 war er Trainer beim 1. FC Radebeul, der in der Kreisoberliga Meißen spielt. Nach längerer Krankheit erlag Reinhard Häfner am 24. Oktober 2016 einem Krebsleiden.

### Erfolge
- DDR-Meister 1990
- DDR-Pokalsieger 1990